# Janko Slabe
Janko Slabe (rojen 21. marca 1944 v Rovtah) je slovenski katoliški duhovnik in misijonar, ki je večino svojega misijonskega delovanja opravil na Madagaskarju. Septembra 1972 je prišel na Madagaskar, kjer se je najprej učil malgaškega jezika v Amohitri.
Nato je deloval v župniji Matanga na jugovzhodu Madagaskarja, kjer je sezidal cerkev, župnišče in hišo za sestre. V Matangi je ostal 24 let, kjer je svoje poslanstvo opravljal z veliko predanostjo lokalni skupnosti.
Zaradi bolezni se je leta 1997 vrnil v Slovenijo. O svojem bivanju na Madagaskarju je napisal knjigo Med Antešaki, kjer opisuje pristno ljubezen do ljudi, njihove kulture in jezika.
Janko Slabe je bil pionir misijonskega dela na tem območju Madagaskarja in pomembna osebnost slovenske misijonarske zgodbe.